# José Medina (Radsportler)
José Alfredo Medina Andrade (* 13. August 1973) ist ein ehemaliger chilenischer Radrennfahrer.
José Medina konnte 1997 die Gesamtwertung der Vuelta Ciclista Lider al Sur für sich entscheiden. 2001 wurde er Erster bei dem französischen Eintagesrennen Paris–Troyes. Im nächsten Jahr wurde Medina panamerikanischer Zeitfahrmeister und er gewann eine Etappe bei der Volta Ciclista Provincia Tarragona in Spanien. In der Saison 2003 gewann er zwei Etappen bei der Vuelta Ciclista de Chile und eine Etappe bei der Vuelta a Zamora. 2004 gewann Medina ein Teilstück der Vuelta Lider al Sur und 2007 wurde er chilenischer Zeitfahrmeister. 2009 gewann er den GP Aniversario CC Talca und 2010 siegte er auf Etappen der Triple Vuelta und der Clásica Internacional Ciudad Heroica de Tacna. 
2011 war sein Dopingtest bei der Vuelta Ciclista de Chile positiv auf Stanozolol und er wurde für vier Jahre gesperrt.

## Erfolge
1997
- Gesamtwertung Vuelta Ciclista Lider al Sur

2001
- Paris–Troyes

2002
- Panamerikanischer Zeitfahrmeister
- eine Etappe Volta Ciclista Provincia Tarragona

2003
- zwei Etappen Vuelta Ciclista de Chile

2004
- eine Etappe Vuelta Ciclista Lider al Sur
- eine Etappe Vuelta Ciclista de Chile (Mannschaftszeitfahren)

2007
- Chilenischer Zeitfahrmeister